# Gordy (pel·lícula)
Gordy és una pel·lícula familiar de comèdia dramàtica estatunidenca de 1995 dirigida per Mark Lewis. La pel·lícula explica les aventures d'un porc de granja, que és separat de la seva família.

## Repartiment
- Doug Stone: Luke MacAllister
- Kristy Young: Jinnie Sue MacAllister
- Tom Lester: cosí Jake
- Deborah Hobart: Jessica Royce
- Michael Roescher: Hanky Royce
- James Donadio: Gilbert Sipes
- Ted Manson: Henry Royce
- Tom Key: Brinks
- Jon Kohler i Afemo Omilami: Dietz i Krugman

### Veus
- Justin Garms: Gordy
- Hamilton Camp: pare de Gordy i Richard el gall
- Jocelyn Blue: mare de Gordy
- Frank Welker: narrador
- Tress MacNeille: Wendy, la parella de Richard
- Earl Boen: Minnesota Red
- Frank Soronow: Dorothy la vaca
- Billy Bodine: porquet
- Blake McIver Ewing: porquet
- Julianna Harris: porquet
- Sabrina Weiner: porquet
- Heather Bahler: porquet
- Jim Meskimen: Bill Clinton

## Rebuda
El lloc Rotten Tomatoes va puntuar la pel·lícula amb un 26% basat en 19 ressenyes. Tant Babe com Gordy es van estrenar el mateix any, però tot i que Gordy es va estrenar primer, no va tenir gaire èxit, mentre que Babe va arribar a dalt del box office, guanyant uns quants premis (incloent-hi un Oscar als millors efectes visuals) i produint la seqüela Babe: Pig in the City.